# Heretic (film)
Heretic är en amerikansk skräckthrillerfilm som hade biopremiär i USA den 15 november 2024. Filmen är regisserad av Scott Beck och Bryan Woods, som även skrivit manus. Den spelades in i Vancouver mellan oktober och november 2023 och huvudrollerna spelas av Hugh Grant, Chloe East, och Sophie Thatcher.
Filmen hade biopremiär i Sverige den 20 november 2024.

## Handling
Filmens handling kretsar kring två mormonmissionärer, som tillsammans försöker omvända en man, vilket visar sig vara ännu farligare än vad de hade trott.

## Rollista
| Hugh Grant      | – Mr. Reed       |
| Chloe East      | – Syster Paxton  |
| Sophie Thatcher | – Syster Barnes  |
| Topher Grace    | – Äldste Kennedy |
| Elle Young      | – Profet         |